# Bò Deoni
Deoni (Kannada: ದೇವನಿ / Marathi: देवनि) là một giống bò nhà có nguồn gốc từ Ấn Độ. Chúng có nguồn gốc từ taluks của Basavakalyan, Bidar và Bhalki của huyện Bidar ở Karnataka và quận Latur cận kề của bang Maharashtra.
Được biết đến là giống bò sản xuất sữa tốt và động vật kéo cày, giống Deoni được coi là một giống bò hai mục đích quan trọng trong số ác giống bò tồn tại ở Ấn Độ. Những cá thể bò giống này khá phổ biến ở các vùng của cựu bang Hyderabad hiện nay là Telangana và các huyện lân cận Karnataka và Maharashtra. Việc lai giống bò Deonoi với các giống bò khác như Bò Holstein và Bò Jersey tạo thành những con bò có khả năng sản sinh sữa rất tốt. Bò Deoni khỏe mạnh và thích nghi tốt với việc sinh sản của chúng và tạo thành nguồn gen di truyền quan trọng cho bò của Ấn Độ.